# Юнацька збірна Туреччини з футболу (U-18)
Юнацька збірна Туреччини з футболу (U-18) — національна футбольна збірна Туреччини, що складається із гравців віком до 18 років. Керівництво командою здійснює Турецька футбольна федерація. 
До зміни формату юнацьких чемпіонатів Європи у 2001 році головним турніром для команди був Юнацький чемпіонат Європи до 18 років, успішний виступ на якому дозволяв отримати путівку на Молодіжний чемпіонат світу, у якому команда бере участь вже у форматі збірної U-20. Після того як на юнацький чемпіонат Європи стали залучати команди до 19 років, Туреччина (U-18) бере участь у товариських і регіональних змаганнях.

## Юнацький чемпіонат Європи з футболу (U-18)
| Рік  | Раунд               |
| ---- | ------------------- |
| 1981 | відбірковий раунд   |
| 1982 | груповий етап       |
| 1983 | груповий етап       |
| 1984 | груповий етап       |
| 1986 | відбірковий раунд   |
| 1988 | відбірковий раунд   |
| 1990 | відбірковий раунд   |
| 1992 | Чемпіон Європи      |
| 1993 | Віце-чемпіон Європи |
| 1994 | відбірковий раунд   |
| 1995 | груповий етап       |
| 1996 | відбірковий раунд   |
| 1997 | відбірковий раунд   |
| 1998 | відбірковий раунд   |
| 1999 | відбірковий раунд   |
| 2000 | відбірковий раунд   |
| 2001 | відбірковий раунд   |